# Pronville-en-Artois
Pronville-en-Artois, précédemment nommée Pronville jusqu'en 2017, est une commune française située dans le département du Pas-de-Calais en région Hauts-de-France. Ses habitants sont appelés les Pronvillois. La commune est membre de la communauté de communes Osartis Marquion.
La commune de Pronville-en-Artois (nom officiel depuis 2017) est située dans le sud-est du département du Pas-de-Calais à 20 km, à vol d'oiseau, au sud-est de la commune d'Arras. C’est une commune de type commune rurale à habitat dispersé selon l'Insee avec une population de 308 habitants au dernier recensement de 2022, elle connait un pic de population en 1831 avec 890 habitants. La commune s'inscrit dans les « paysages des grands plateaux artésiens et cambrésiens » tels qu'ils sont définis dans l'atlas de paysages et qui sont des paysages dominés par les « grandes cultures » de céréales et de betteraves industrielles qui représentent 70 % de la surface agricole utilisée.
À la suite de la Première Guerre mondiale et des destructions subies, la commune est décorée de la croix de guerre 1914-1918.

## Géographie

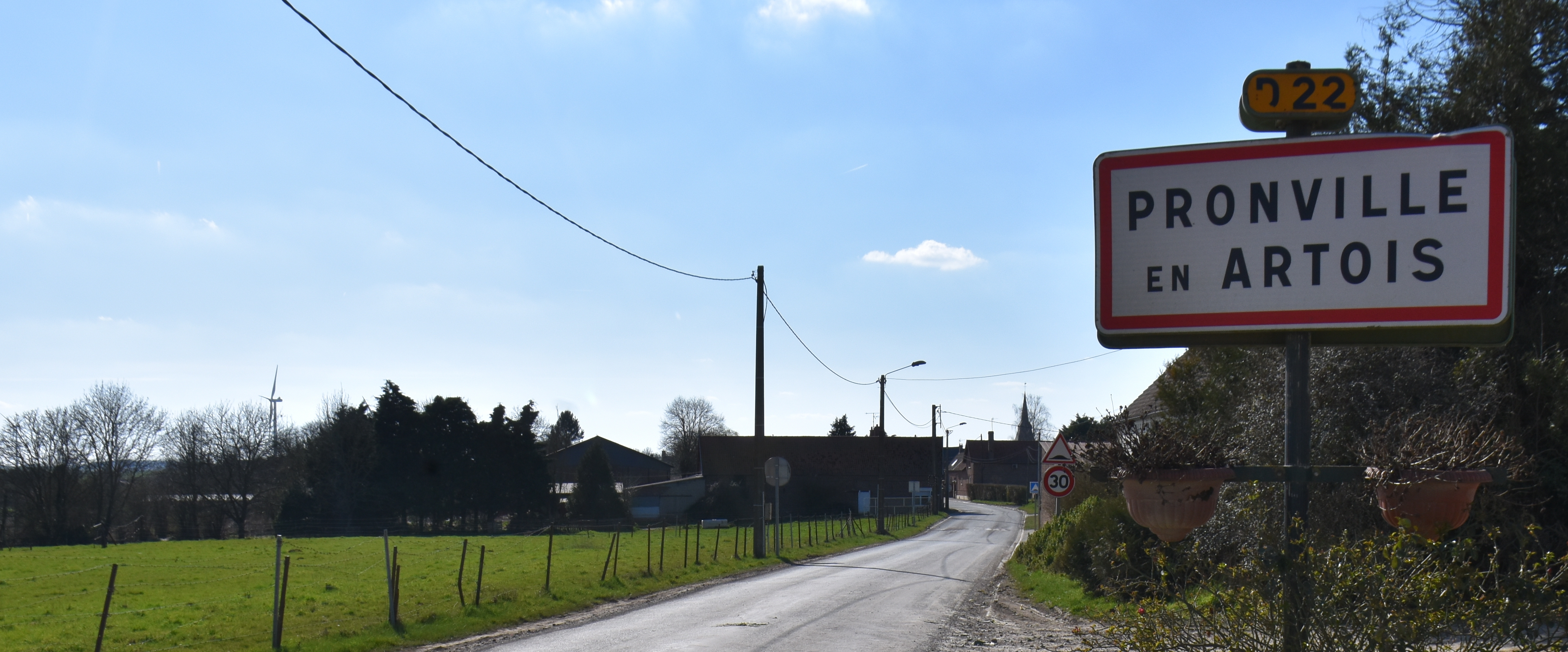
Une entrée du village.

### Localisation
Localisée dans le sud-est du département du Pas-de-Calais et limitrophe du département du Nord, Pronville-en-Artois est une commune rurale située, à vol d'oiseau, à 13 km au nord-est de la commune de Bapaume et à 20 km au sud-est de la commune d’Arras (chef-lieu d'arrondissement).
Le territoire de la commune est limitrophe de ceux de cinq communes, dont une, Doignies, dans le département du Nord.
Les communes limitrophes sont Buissy, Doignies, Beaumetz-lès-Cambrai, Inchy-en-Artois et Quéant.

### Géologie et relief
La superficie de la commune est de 6,09 km2 ; son altitude varie de 58  à   98 mètres.

### Hydrographie
La commune est située dans le bassin Artois-Picardie. Elle est traversée par deux cours d'eau :	
- le ruisseau l'Hirondelle de Vaulx-Vraucourt, cours d'eau naturel non navigable de 14,86 km qui prend sa source dans la commune de Vaulx-Vraucourt et se jette dans un autre cours d'eau[Lequel ?] au niveau de la commune d'Inchy-en-Artois[4]. L'Agache reçoit les eaux de l'Hirondelle juste avant de passer en siphon sous le canal du Nord[5] ;

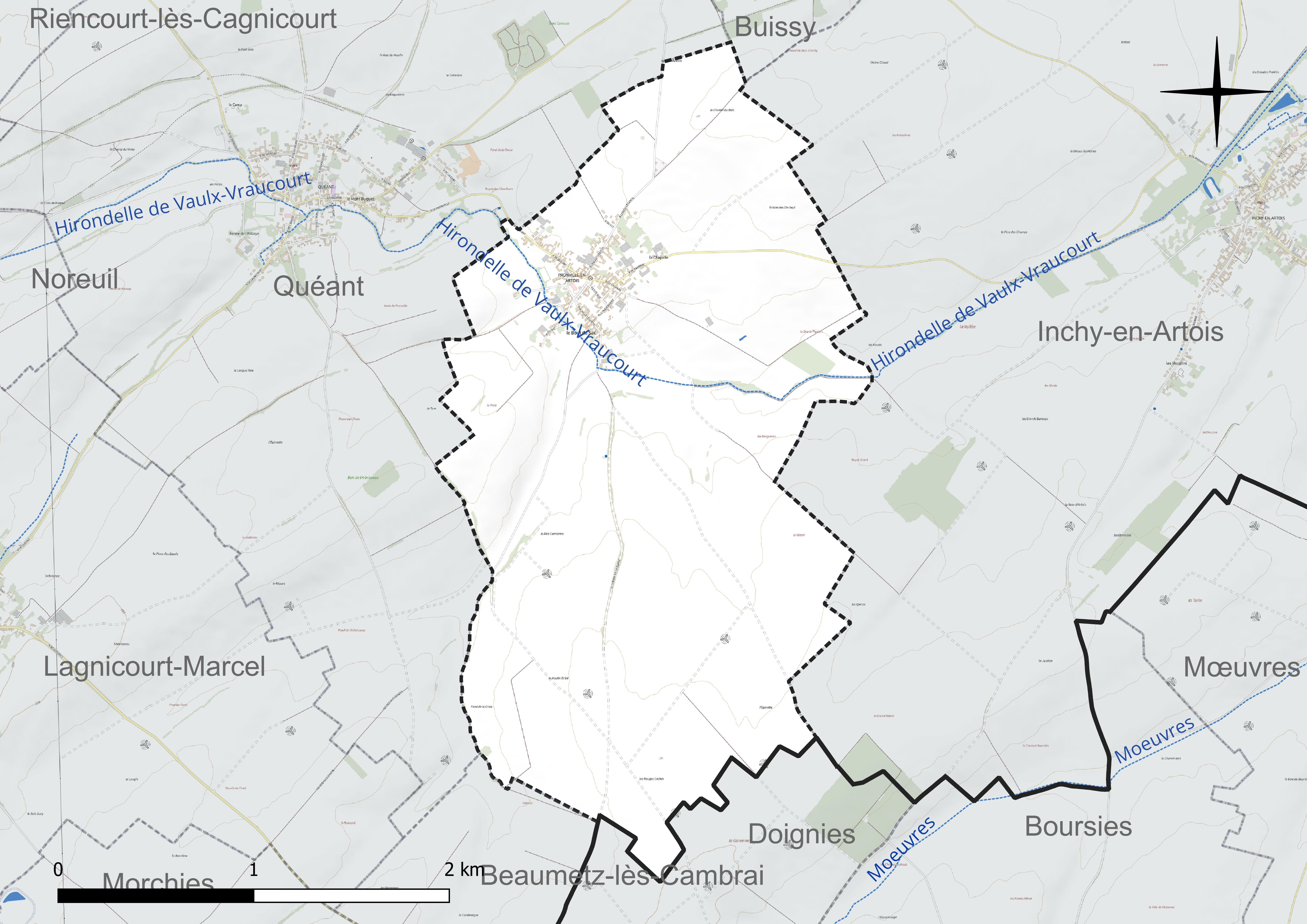
Réseau hydrographique de Pronville-en-Artois.

- le ruyot des berguevas, cours d'eau naturel non navigable de 1,58 km qui prend sa source dans la commune et se jette dans l'Hirondelle de Vaulx-Vraucourt au niveau de la commune[6].

### Climat
Pour des articles plus généraux, voir Climat des Hauts-de-France et Climat du Nord-Pas-de-Calais.
En 2010, le climat de la commune est de type climat océanique dégradé des plaines du Centre et du Nord, selon une étude du Centre national de la recherche scientifique (CNRS) s'appuyant sur une série de données couvrant la période 1971-2000. En 2020, Météo-France publie une typologie des climats de la France métropolitaine dans laquelle la commune est exposée à un climat océanique et est dans la région climatique Nord-est du bassin Parisien, caractérisée par un ensoleillement médiocre, une pluviométrie moyenne régulièrement répartie au cours de l’année et un hiver froid (3 °C).
Pour la période 1971-2000, la température annuelle moyenne est de 10,4 °C, avec une amplitude thermique annuelle de 14,8 °C. Le cumul annuel moyen de précipitations est de 703 mm, avec 11,8 jours de précipitations en janvier et 9 jours en juillet. Pour la période 1991-2020, la température moyenne annuelle observée sur la station météorologique la plus proche, située sur la commune de Wancourt à 12 km à vol d'oiseau, est de 10,8 °C et le cumul annuel moyen de précipitations est de 711,4 mm,. Pour l'avenir, les paramètres climatiques de la commune estimés pour 2050 selon différents scénarios d'émission de gaz à effet de serre sont consultables sur un site dédié publié par Météo-France en novembre 2022.

### Paysages
Pour un article plus général, voir Paysage en France.
La commune est située dans le paysage régional des grands plateaux artésiens et cambrésiens tel que défini dans l’atlas des paysages de la région Nord-Pas-de-Calais, conçu par la direction régionale de l'Environnement, de l'Aménagement et du Logement (DREAL),. Ce paysage régional, qui concerne 238 communes, est dominé par les « grandes cultures » de céréales et de betteraves industrielles qui représentent 70 % de la surface agricole utilisée (SAU).

### Milieux naturels et biodiversité
L’Inventaire national du patrimoine naturel (INPN) recense plusieurs espèces faunistiques et floristiques sur le territoire de la commune dont certaines sont protégées et d’autres menacées et quasi-menacées.

## Urbanisme

### Typologie
Au 1er janvier 2024, Pronville-en-Artois est catégorisée commune rurale à habitat dispersé, selon la nouvelle grille communale de densité à sept niveaux définie par l'Insee en 2022.
Elle est située hors unité urbaine et hors attraction des villes,.

### Occupation des sols
L'occupation des sols de la commune, telle qu'elle ressort de la base de données européenne d’occupation biophysique des sols Corine Land Cover (CLC), est marquée par l'importance des territoires agricoles (93,9 % en 2018), en diminution par rapport à 1990 (95,1 %). La répartition détaillée en 2018 est la suivante :
terres arables (93,9 %), zones urbanisées (6,1 %). L'évolution de l’occupation des sols de la commune et de ses infrastructures peut être observée sur les différentes représentations cartographiques du territoire : la carte de Cassini (XVIIIe siècle), la carte d'état-major (1820-1866) et les cartes ou photos aériennes de l'IGN pour la période actuelle (1950 à aujourd'hui).

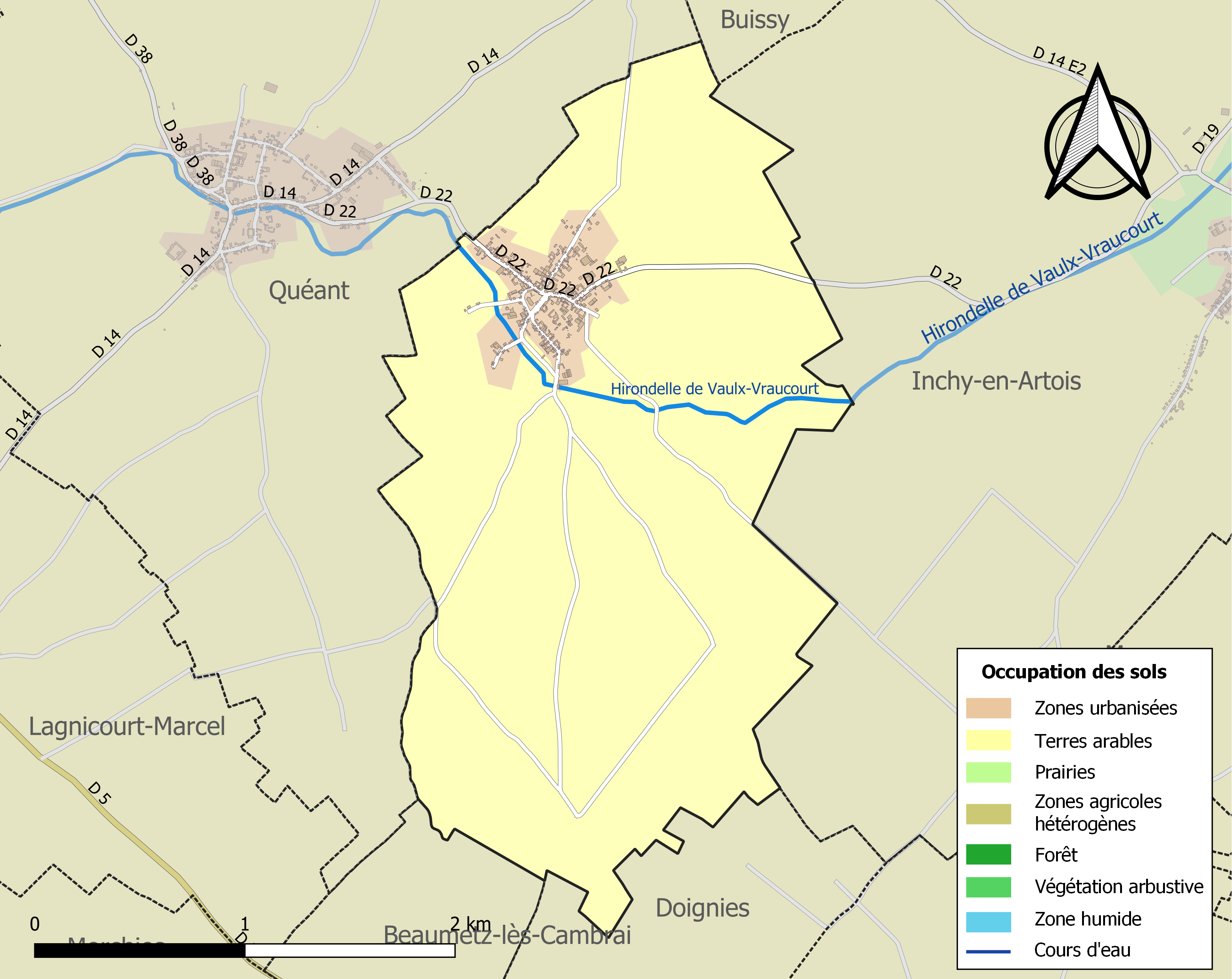
Carte des infrastructures et de l'occupation des sols de la commune en 2018 (CLC).

### Voies de communication et transports
La commune est desservie par la route départementale (RD 22) qui traverse le village de Quéant vers Inchy-en-Artois.
L'accès au réseau autoroutier se fait :
- pour l'autoroute A1, autoroute du Nord, au péage de Wancourt pour rejoindre Lille et à celui de Bapaume pour rejoindre Paris ;
- pour l'autoroute A2, qui relie Paris à Bruxelles, l'entrée se fait à la gare de péage de Cambrai-Fontaine Notre Dame ;
- pour l'autoroute A26, autoroute des anglais, qui relie Calais à Troyes, l'entrée se fait à la gare de péage de Marquion.

Le réseau de transport Oscar du Pas de Calais, assure la desserte de la commune Pronville vers Arras, ligne 528 de Moeuvres à Arras (3 allers-retours quotidiens) et vers Cambrai, ligne 526 de Lagnicourt-Marcel à Cambrai (2 AR quotidien). Quatre lignes de transport scolaire : de Dury à Bapaume, de Hendecourt les Cagnicourt à Bapaume et de Chérisy à Bourlon, et de Pronville à Marquion.
La gare d'Arras, est à 22 km  pour prendre un TGV. De la gare ferroviaire d'Arleux, il est possible de rejoindre, en utilisant les TER, Douai et Lille.
Le canal du Nord passe à Inchy-en-Artois. Les travaux débutent en 1908, à la déclaration de guerre en 1914 les travaux étaient exécutés aux 3/4 environ. Beaucoup de destructions pendant la guerre, le canal se trouvait dans la zone de combat, de 1918 à 1939 plusieurs projets furent mis en route pour reprendre les travaux, mais pour diverses raisons ils ne purent aboutir. un avant-projet d'achèvement est présenté et approuvé en 1956-57 et enfin, par la loi programme du 31 juillet 1959. Il a été ouvert en 1965, mais malheureusement doté d'un gabarit hybride, entre le gabarit Freycinet et le « Grand Gabarit ».

## Toponymie
Le nom de la localité est attesté sous les formes Perona Villa, puis Prodovilla en 1115, Brodovilla en 1154, Prouville en 1219, Provila en 1259, Poureville en 1307, Proville en 1456 ; Pronville en 1793 et depuis 1801.
Pronville prend le nom de Pronville-en-Artois en février 2017.
L'Artois est un pays traditionnel et une province du royaume sous l’Ancien Régime, ayant pour capitale Arras, aujourd’hui inclus principalement dans le département du Pas-de-Calais.

## Histoire

### Antiquité
Le territoire de Pronville faisait autrefois partie de la Gaule belgique, pays occupé depuis le neuvième siècle avant Jésus-Christ par les celtes ; le village se trouvait dans le pays occupé par les Nerviens dont la capitale était Bavay.
Des substructions d'une villa gallo-romaine ont été découvertes en 1968.
Après la mort de Clovis Ier (466-511), le pays des Nerviens tombe dans la part de Clotaire (498-561), roi de Soissons. En 870, les Normands et les Danois se répandirent sur toute la province sans qu'on put leur opposer aucune résistance. Ces Normands détruisirent à Baralle l'abbaye de Saint-Georges fondée par Clovis et celle de Sainte-Saturnine à Sains-lès-Marquion.
En 1905, H. Herbecque, curé de Pronville de 1901 à 1911, fit des fouilles archéologiques sur le site d'un cimetière mérovingien. Il y découvre plusieurs vases en terre noire, des boucles de ceinture en bronze et quelques perles en verre,

### Moyen Âge
Pronville a eu, au Moyen Âge, une forteresse importante, détruite en 1303 lors d'une incursion flamande : il en restait des vestiges en 1842

### Carte de Cassini

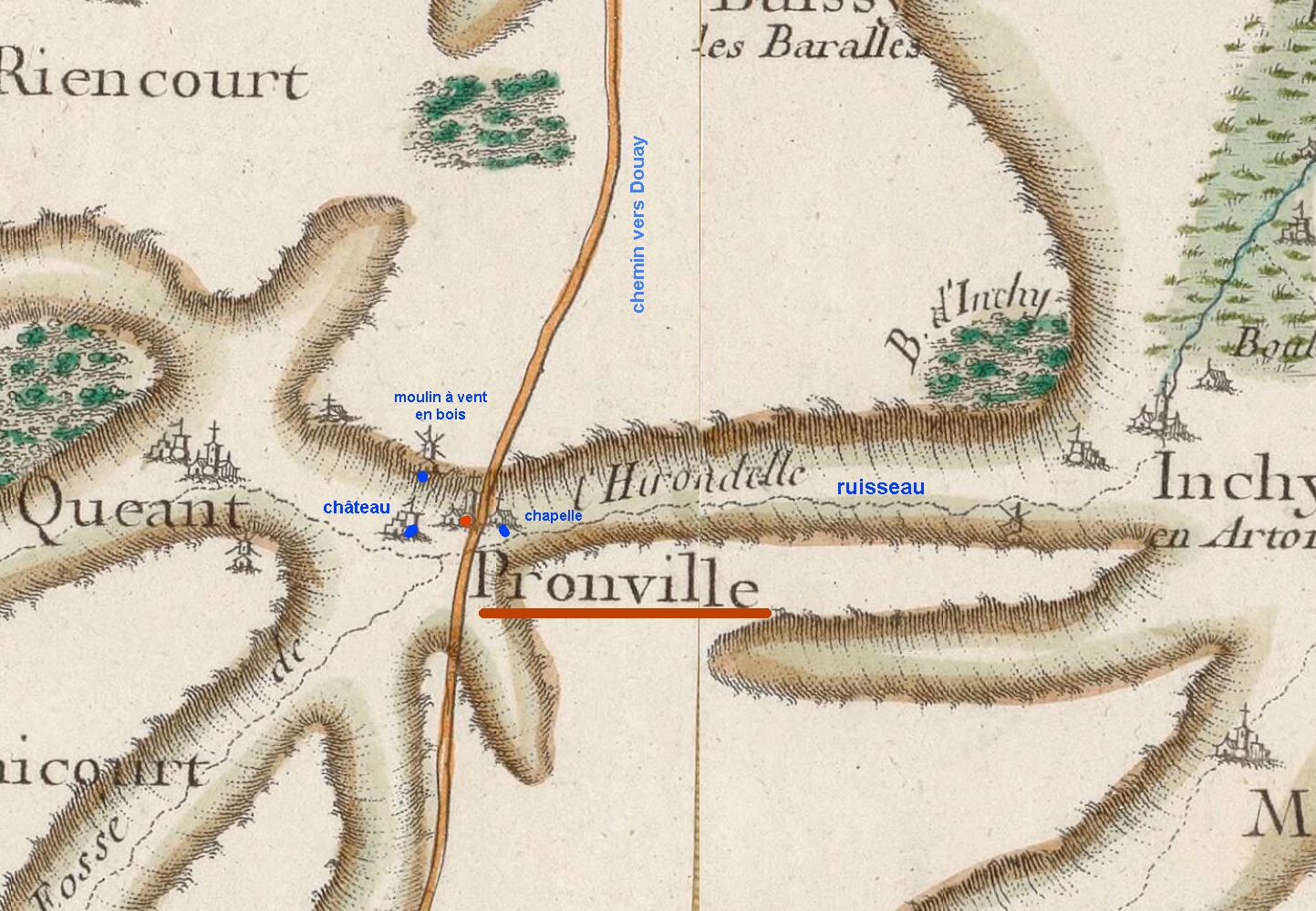
Carte de Cassini du secteur vers 1750.

La carte de Cassini ci-dessus montre qu'au milieu du XVIIIe siècle, Pronville est une paroisse traversée par le ruisseau L'Hirondelle.

A l'ouest, un château est représenté.

Au nord-ouest, un moulin à vent en bois, aujourd'hui disparu, était en activité à cette époque.

### Époque moderne (1492-1789)
Le 5 mars 1614, sont données à Bruxelles des lettres de chevalerie pour Dominique de Pronville, seigneur de Haucourt, chef actuel de sa famille, issu d'ancienne noblesse militaire du pays d'Artois. Ses ancêtres et lui même ont servi militairement leurs souverains.
Arnould-Joseph Mairesse possédait le domaine de Pronville vers le milieu du XVIIIe siècle. En 1780, il y avait quatre seigneuries dans l'étendue du territoire ; elles appartenaient à MM. Mairesse, Rouvroy de Libessart, Lefebvre de Noureuil (Noreuil) et à  Mme de Maulde.
Par arrêt du 28 février 1728, le conseil d'Artois prescrivait au doyen du district de visiter les ornements de l'église de Pronville. Le 30 juillet 1730 il condamna l'abbaye Saint-Aubert de Cambrai à couvrir d'un plafond le chœur l'église, à en réparer la toiture, en compléter les ornements, etc..

### Époque contemporaine

#### Révolution française
En 1789, le 25 mars les habitants de Pronville ont rédigé leur cahier de doléances.
En 1792, le huit décembre, M. François Joseph Hary, maire de Pronville, se fait remettre par M. Fosset, curé de Quéant et Pronville, les registres d'état civil
En l'an II de la république (1793-1794) furent vendus comme biens nationaux les propriétés situés à Pronville de Charles Victor Joseph Desart, demeurant à  Saint-Martin, émigré, d'Arnould Joseph Mairesse, ancien seigneur de Pronville, de Cécile Agnès de Maulde, veuve Vandesbrack ; du condamné Nédonchel de Douai.

#### XIXesiècle
En 1815, après la défaite de Waterloo (le 18 juin), les troupes françaises rentrent par la chaussée Brunehaut et la route du Cateau. Les troupes anglaises qui les suivent viennent mettre le siège devant Cambrai qui se rendit au bout de quelques jours. Le 26 juin, le roi Louis XVIII entre dans Cambrai d'où il adresse sa première proclamation aux Français.
Bapaume reçoit une garnison prussienne et une garnison anglaise. Les troupes anglaises occupent les villages de Quéant et de Pronville (95e Régiment de Chasseurs Anglais, premier bataillon, compagnie Buldgen, et le territoire ne fut évacué qu'en 1818, année où une terrible famine sévit dans la région, le pain se vendit 0,50 fr. la livre.
En 1818, le 12 juin, un incendie débute dans la grange d’un maréchal-ferrant. Il détruisit 60 maisons et causa 158 000 francs de perte.
En 1832 une épidémie de choléra débute en juin et s'achève en juillet. Elle fit 23 morts. À nouveau en 1849, une épidémie de choléra débute, comme dans les communes voisines, vers le 10 septembre et s'achève vers le 31 octobre et fit 53 morts, (environ 7 % de la population).
« En 1883, un habitant de Quéant, parcourant les souterrains situés sous le village, découvrit une monnaie d'argent à l'effigie de l'empereur Trajan qui régna de 98 à 117 après Jésus-Christ, et une autre en bronze à l'effigie de Lucius Aurélius Vérus, associé à l'empire sous Marc-Aurèle et mort en 169. A peu près à la même époque, le chaufournier J.B. Delot, tirant de la marne pour son four dans un champ situé du côté de Pronville, trouva l'entrée d'une carrière communiquant avec les souterrains, et ramassa des pièces d'argent à l'effigie de Posthumus, un des trente tyrans de l'époque de Gallien qui commandait en Gaule en 257 et s'y fit proclamer empereur en 261 ».
Le Progrès du Nord, dans son édition du 5 septembre 1913 indique que : « Le 15e régiment d'artillerie de Douai a exécuté les 3 et 4 septembre (1913) des tirs au canon en pleins champs, dans le champ de lin situé entre les communes de Doignies, Boursies, Mœuvres, Inchy-en-Artois, Pronville. Quéant, Lagnicourt, Morchies et Beaumetz-les-Cambrai. Les tirs avaient lieu entre 6 heures du matin et midi ».

#### Première Guerre mondiale
Dès le début de la Première Guerre mondiale, en septembre 1914, Pronville est envahie et occupée par les troupes allemandes, qui, de 1916 à avril 1917, construisent de nombreux ouvrages, blockhaus, tranchées, abris, pour l'édification de la ligne Hindenburg.
Lors du recul d'avril 1917, les troupes allemandes vinrent se poster sur cette ligne et n'en furent délogées que le 3 septembre 1918, lors de la bataille de Cambrai. L'ennemi, battu sur ses défenses du système Drocourt-Quéant, a dû se replier sur presque tout le front. Il a subi de lourdes pertes et laissé 10 000 prisonniers. Les troupes de nos alliés, poursuivant leur avance sont entrées dans Pronville, Doignies et Bertincourt. À cette date, les troupes Écossaises et Navales du XVIIe corps commandées par le général Sir Charles Fergusson, aidées par le corps de tanks, libérèrent le village.
L'exode des populations civiles eut lieu en 1917 et les familles dispersées dans toute la France : la famille Charlet est à Thonon, la famille Dugoguet à Nevers avec les familles Dez, Fouré, Laude, Manechez, Plateau et Tournel, la famille Sarary, de Pronville, était chez M. Gargarès, à Lespinassole, par Naucelle (Aveyron).
Au retour, le village ayant été totalement détruit, les familles logèrent dans des habitations provisoires.
En 1920, le village de Pronville reçoit la croix de guerre 1914-1918 le 23 septembre, à la suite de la destruction presque complète du village, durant la Première Guerre mondiale,.
Les dommages de guerre permirent la reconstruction pratiquement à l'identique du village, en 1922.

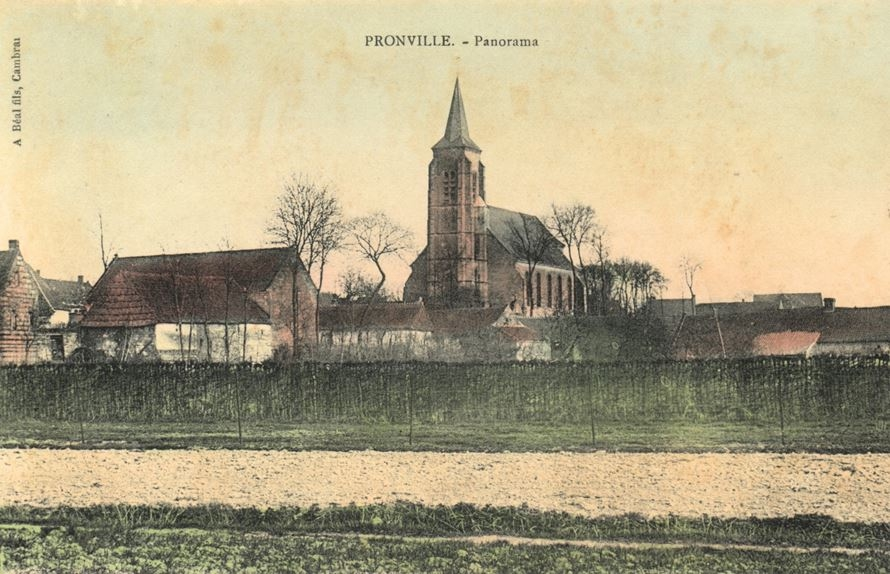
Carte postale du village avant 1914
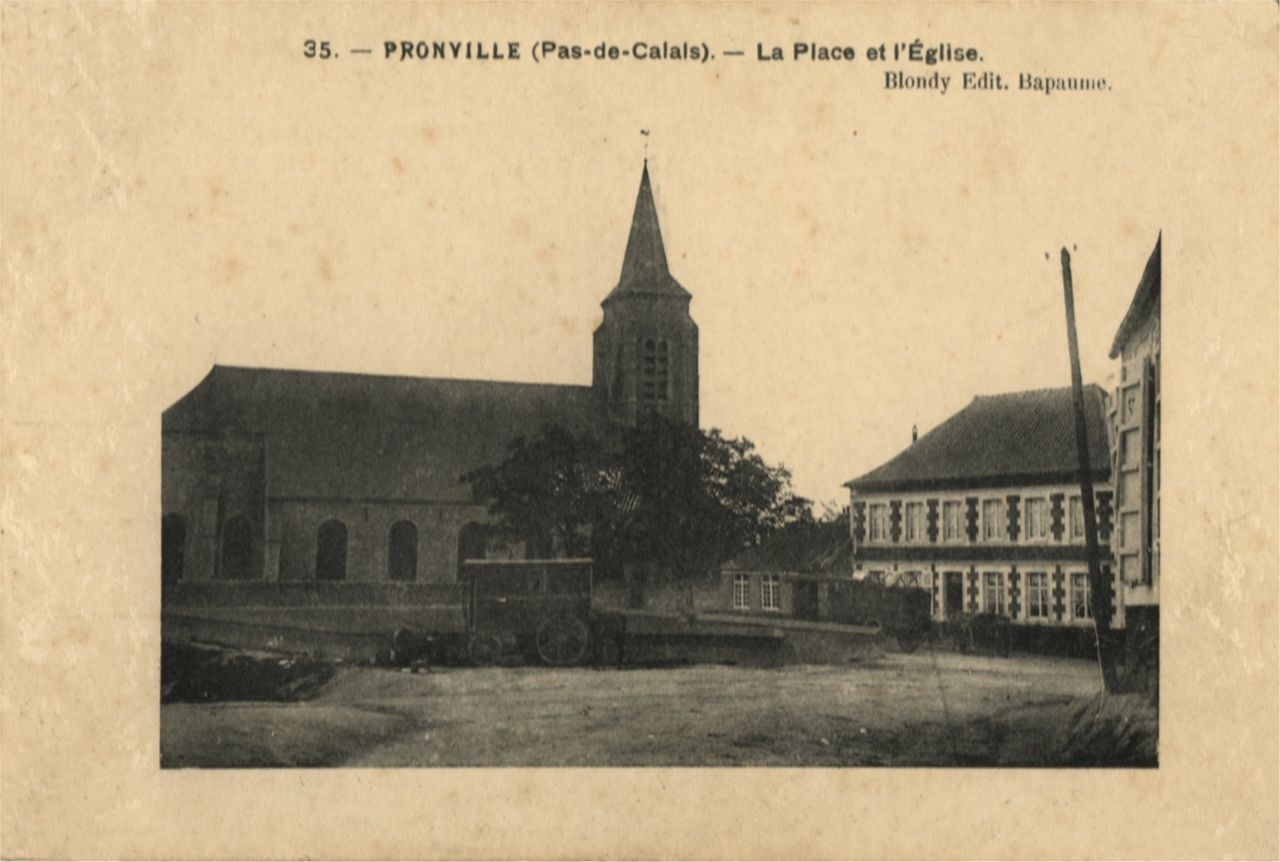
La place de l'église avant 1914.
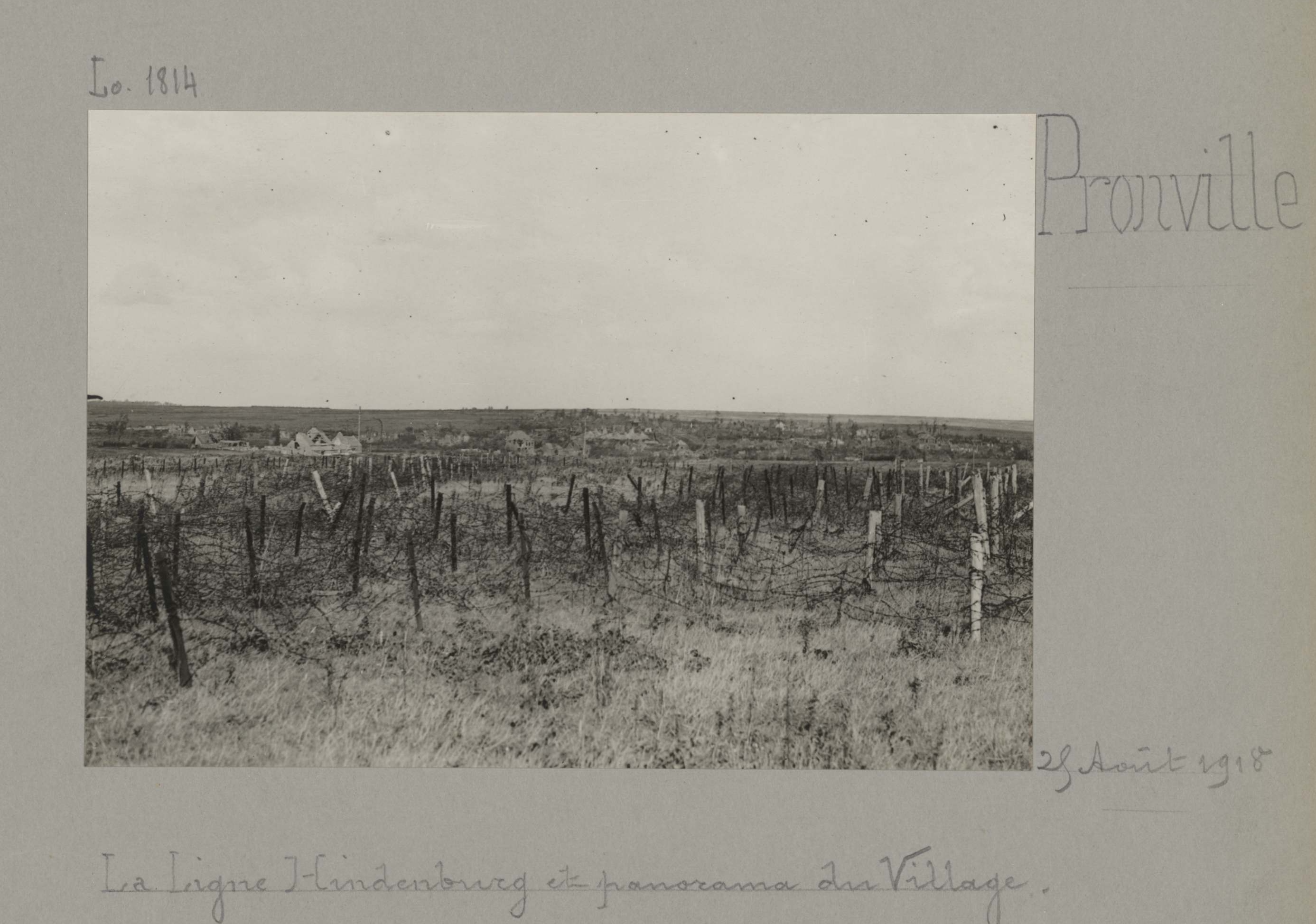
La ligne Hindenburg à Pronville.
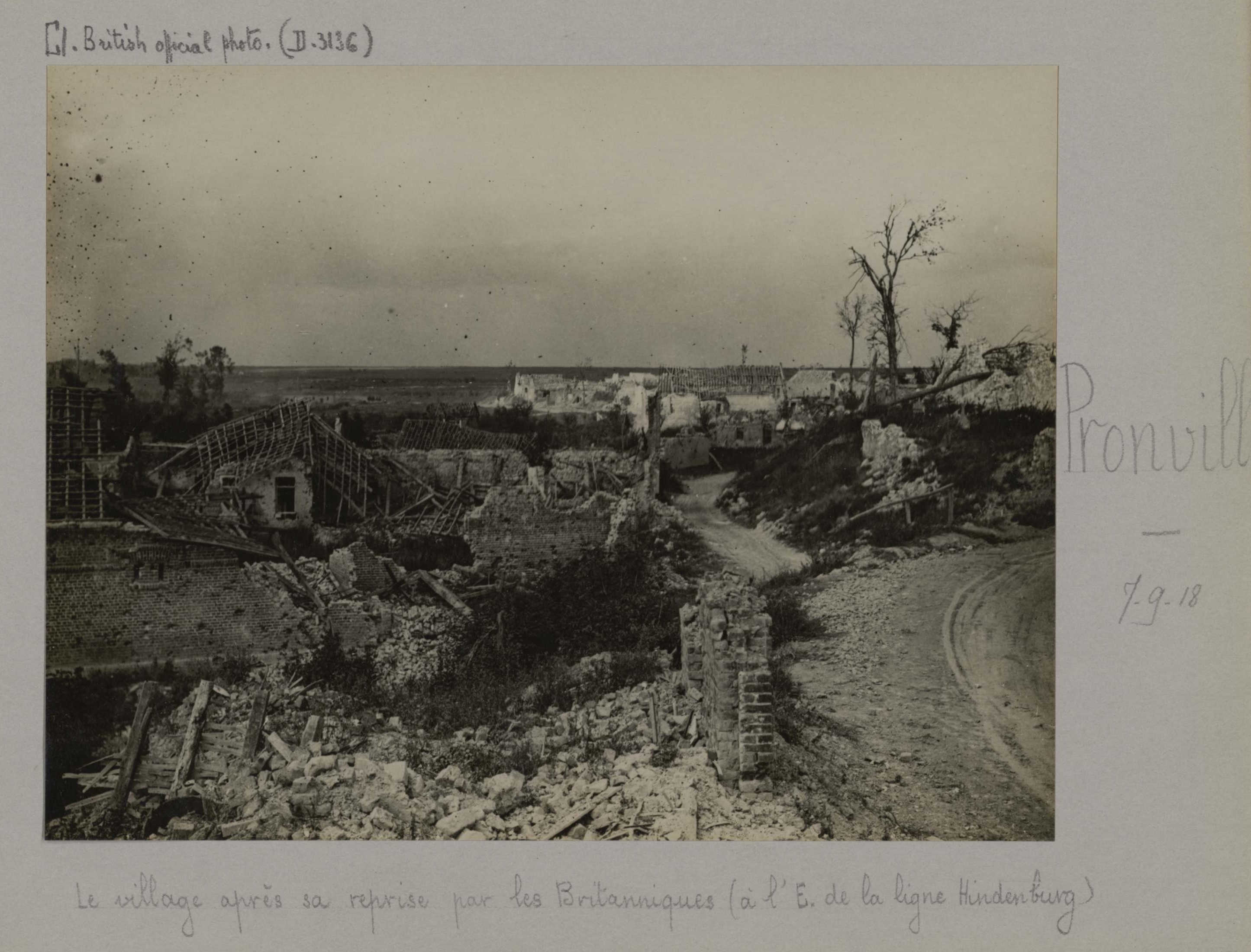
Ruines du village après la prise de la Ligne Hindenburg.
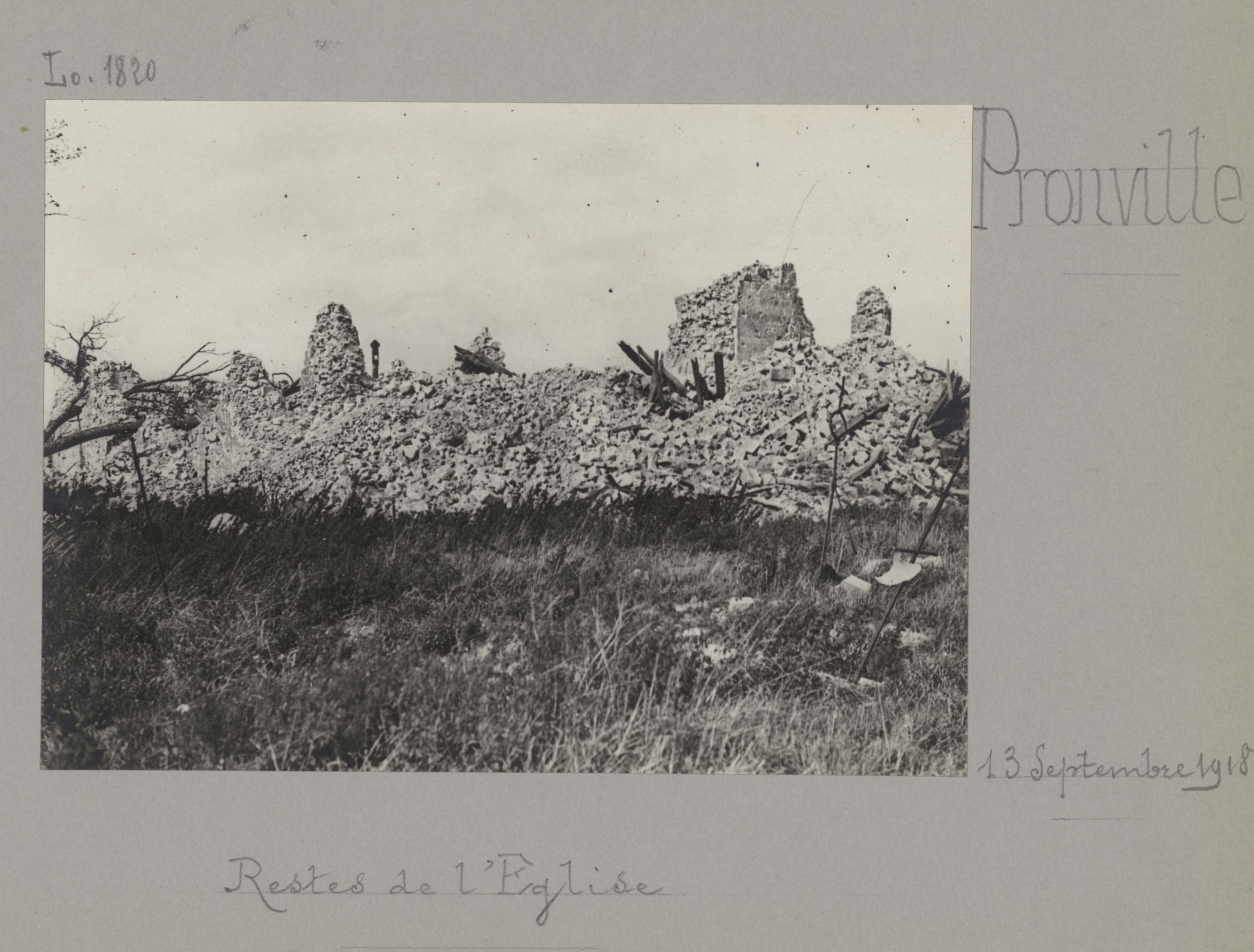
Ruines de l'église en 1918.
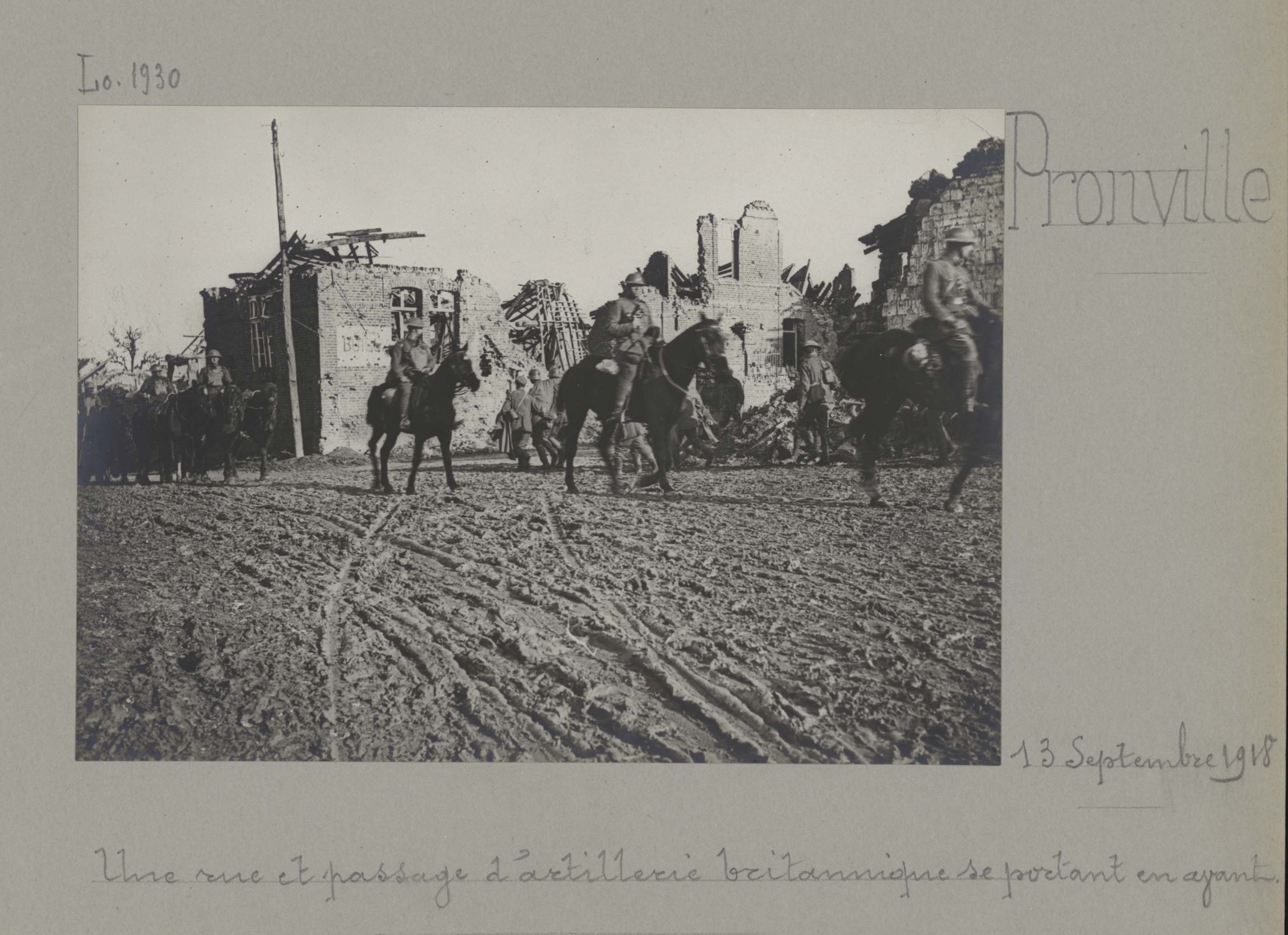
Troupes britanniques dans le village en 1918.
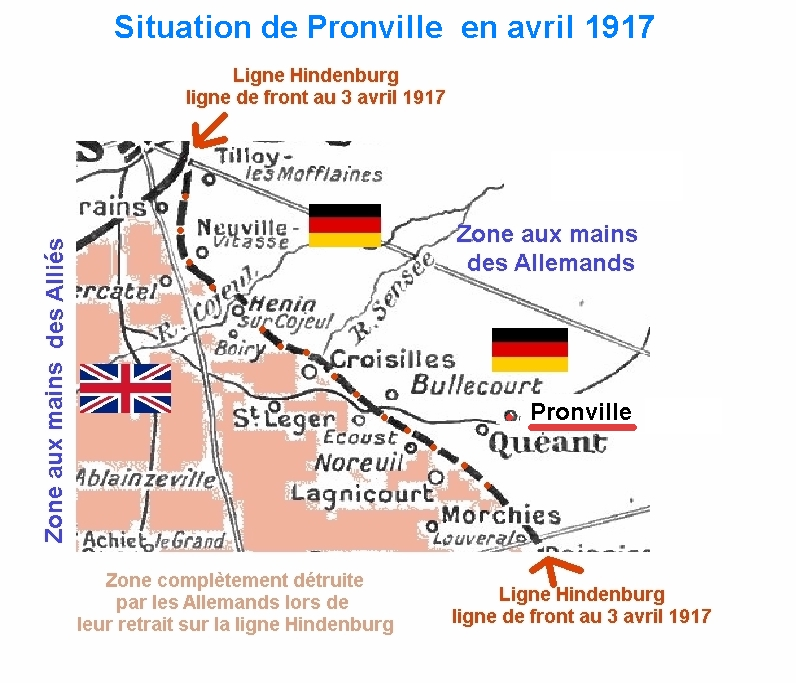
Situation de Pronville en avril 1917.
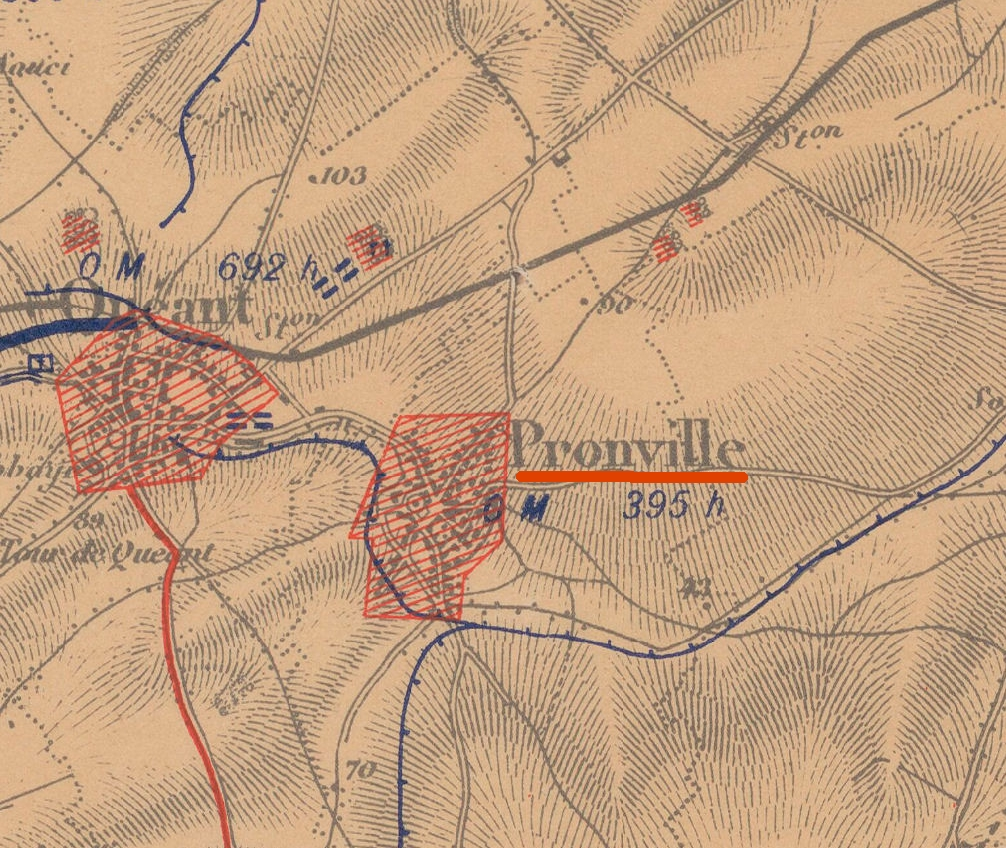
La carte des régions dévastées en 1919 montre que le village est complètement détruit.

#### Entre-deux-guerres
En 1922, on trouva dans la ferme du château, appartenant à Mme veuve Bachelet, à la lisière de Quéant une pierre de taille 0,35 m sur 0,20 m environ, sculptée de deux écussons soutenus par une guirlande, et sous couronne de comte. L'un des écussons porte un château à trois tours accolées et l'autre une croix. Cette pierre devait surmonter l'entrée de l'ancien château. Elle était dans une cave depuis longtemps et paraît datée de la fin du XVIIe ou du début du XVIIIe siècle.

#### Seconde Guerre mondiale
La Seconde Guerre mondiale fait une victime militaire durant la bataille de Dunkerque, le 2 juin 1940. Le village, comme les villages voisins, a accueilli les familles des habitants du littoral, classé « zone rouge » par l'occupant. Après la reconstruction, ces familles sont retournées sur leur lieu d'origine.

#### XXIesiècle
En juin 2000, fermeture de l'école communale[réf. nécessaire].
En 2016, après le décès de son occupante, la dernière maison « provisoire » construite après la Grande Guerre, est démolie. Sur son emplacement sera érigée la troisième cuve de 120 m3, pour compléter le réseau de défense incendie[réf. nécessaire].
En 2017, sur demandes du conseil municipal (délibérations des 13 septembre 2007 et 22 octobre 2010), la commune est renommée de Pronville à Pronville-en-Artois, comme autrefois.

### L'exploitation des carrières
Les carrières de pierres blanches qui ont fait pendant trois siècles la richesse de ce village (de l'an 1500 à l'an 1800 environ) ; Elles sont aujourd'hui abandonnées ; ces mêmes carrières ont fourni des pierres pour la construction des églises, des châteaux et des abbayes qui se trouvaient, avant la Révolution, dans un rayon de trois myriamètres (7 lieues et demie) de Pronville. On en a aussi tiré une grande quantité, pour la construction de la Citadelle d’Arras.
Le beffroi gothique d'Arras avait une base carrée d'environ 35 mètres de hauteur construite solidement avec revêtement en grès finement piqués. La construction débute en 1517 et s'achève en 1554. La pierre de taille fut tirée des carrières de Pronville. La pierre de Pronville ne pouvait résister indéfiniment aux frimas du Nord.
On voit encore très distinctement aujourd'hui, dans la carrière qui se trouve sous le village et que l'on croit être la plus ancienne, les cabanes qui ont servi aux hommes, les écuries, les bergeries et les étables que chaque habitant s’était pratiqué pour se soustraire aux incursions et aux pillages des ennemis pendant les guerres de 1710, 1711 et 1712 : durant ces années, les habitants n’ont fait aucune récolte ; ils profitaient de la retraite momentanée de l’ennemi pour mener paitre le peu de chevaux, de vaches et de moutons qu'ils tenaient renfermés dans la carrière et qu’ils nourissaient avec les herbes qui croissaient sur leurs terres en friches.
On rapporte à ce sujet l'anecdote suivante : les vaches que l'on menait paître lorsque l'ennemi disparaissait du territoire de Pronville, s'étaient tellement familiarisées au son de la cloche que l'on sonnait pour avertir les habitants de l'approche de l'ennemi, qu'au premier coup, elles retournaient à leur asile au galop et sans conducteur.

## Politique et administration

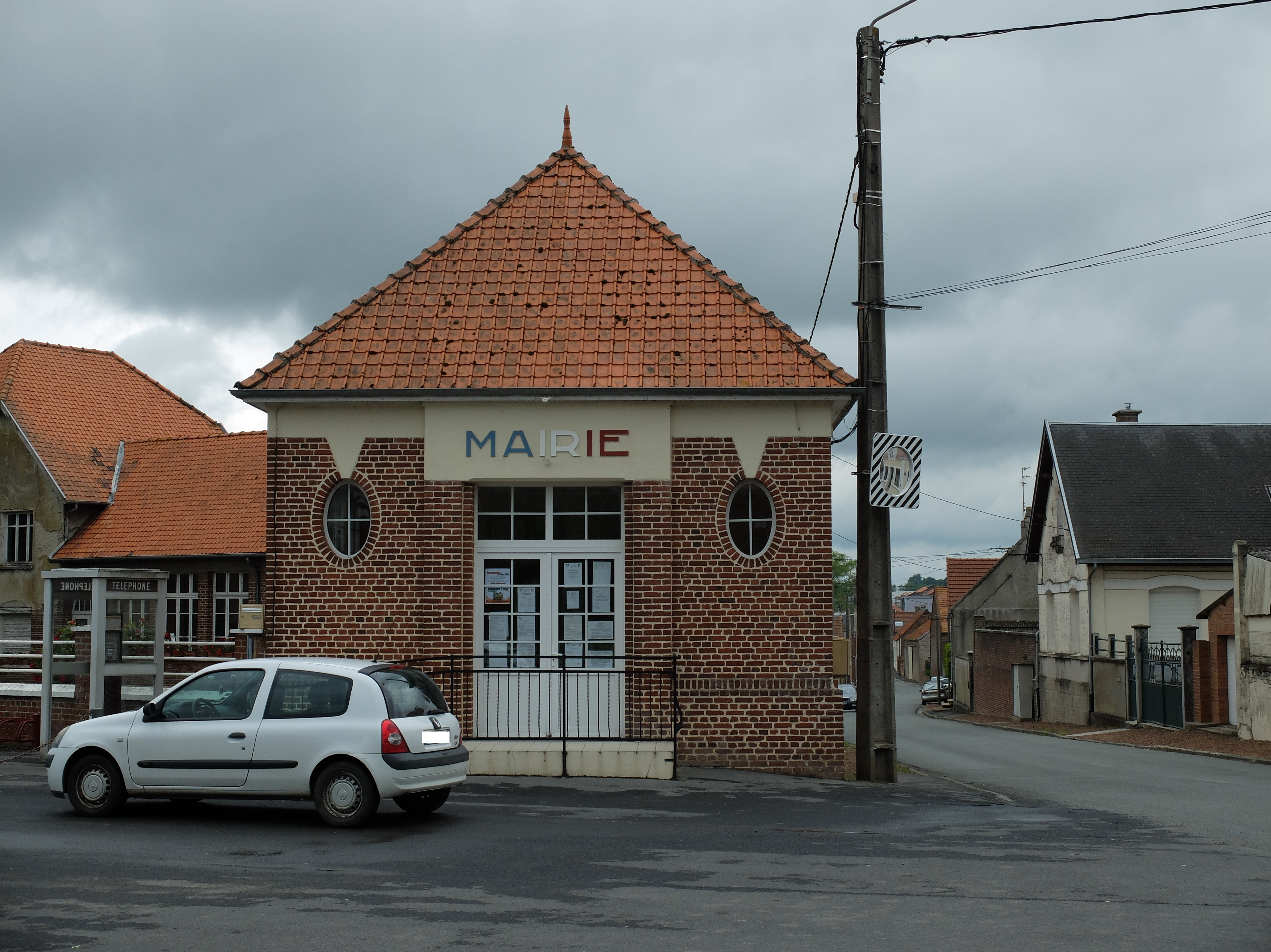
La mairie.

### Découpage territorial
La commune se trouve dans l'arrondissement d'Arras du département du Pas-de-Calais.

#### Commune et intercommunalités
La commune faisait partie de la communauté de communes de Marquion, créée fin 2000.
Celle-ci fusionne avec la communauté de communes Osartis pour former, le 1er janvier 2014, la communauté de communes Osartis Marquion qui regroupe (en 2016)  49 communes des vallées de la Scarpe et de la Sensée (44 000 habitants), dont la commune est désormais membre. Cette communauté de communes regroupe 49 communes et totalise 42 651 habitants en 2021.

#### Circonscriptions administratives
La commune faisait partie depuis 1801 du canton de Marquion. Dans le cadre du redécoupage cantonal de 2014 en France, elle intègre le canton de Bapaume.

#### Circonscriptions électorales
Pour l'élection des députés, la commune fait partie depuis 2012 de la première circonscription du Pas-de-Calais.

## Population et société

### Démographie
Les habitants sont appelés les Pronvillois.

#### Évolution démographique
L'évolution du nombre d'habitants est connue à travers les recensements de la population effectués dans la commune depuis 1793. Pour les communes de moins de 10 000 habitants, une enquête de recensement portant sur toute la population est réalisée tous les cinq ans, les populations de référence des années intermédiaires étant quant à elles estimées par interpolation ou extrapolation. Pour la commune, le premier recensement exhaustif entrant dans le cadre du nouveau dispositif a été réalisé en 2006.

En 2022, la commune comptait 308 habitants, en évolution de −4,94 % par rapport à 2016 (Pas-de-Calais : −0,72 %, France hors Mayotte : +2,11 %).
| 1793 | 1800 | 1806 | 1821 | 1831 | 1836 | 1841 | 1846 | 1851 |
| ---- | ---- | ---- | ---- | ---- | ---- | ---- | ---- | ---- |
| 587  | 682  | 696  | 712  | 890  | 874  | 846  | 797  | 713  |

| 1856 | 1861 | 1866 | 1872 | 1876 | 1881 | 1886 | 1891 | 1896 |
| ---- | ---- | ---- | ---- | ---- | ---- | ---- | ---- | ---- |
| 729  | 727  | 721  | 666  | 698  | 677  | 644  | 653  | 587  |

| 1901 | 1906 | 1911 | 1921 | 1926 | 1931 | 1936 | 1946 | 1954 |
| ---- | ---- | ---- | ---- | ---- | ---- | ---- | ---- | ---- |
| 552  | 554  | 527  | 415  | 441  | 411  | 415  | 389  | 373  |

| 1962 | 1968 | 1975 | 1982 | 1990 | 1999 | 2006 | 2011 | 2016 |
| ---- | ---- | ---- | ---- | ---- | ---- | ---- | ---- | ---- |
| 359  | 358  | 305  | 261  | 239  | 272  | 309  | 329  | 324  |

| 2021 | 2022 | - | - | - | - | - | - | - |
| ---- | ---- | - | - | - | - | - | - | - |
| 312  | 308  | - | - | - | - | - | - | - |

## Économie
L'activité commerciale se concentre dans les villes de Bapaume (13 km), Cambrai (22 km), Arras (28 km) et Douai (26 km).

## Culture locale et patrimoine

### Lieux et monuments
- L'église Saint-Géry est construite en 1768, avec un clocher plus ancien[55].

En 1781, les habitants du village demandent à être autorisés à faire un emprunt pour terminer leur église. Elle possédait des fonts baptismaux de 1675 et contenait des stalles et lambris de revêtement en bois du XVIIIe siècle détruits en 1914.
L'église est complètement détruite en 1917 ors de la Première Guerre mondiale, et reconstruite en 1931.

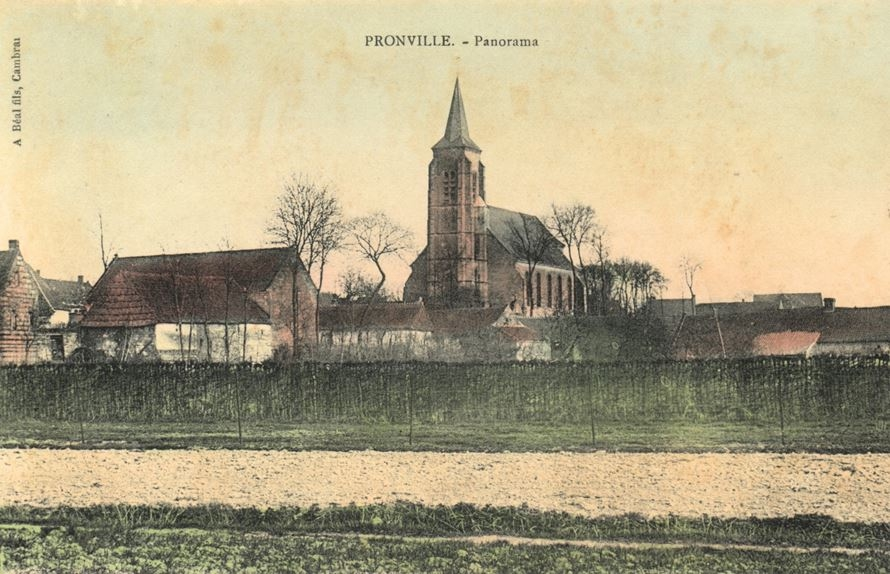
L'ancienne église de Pronville.
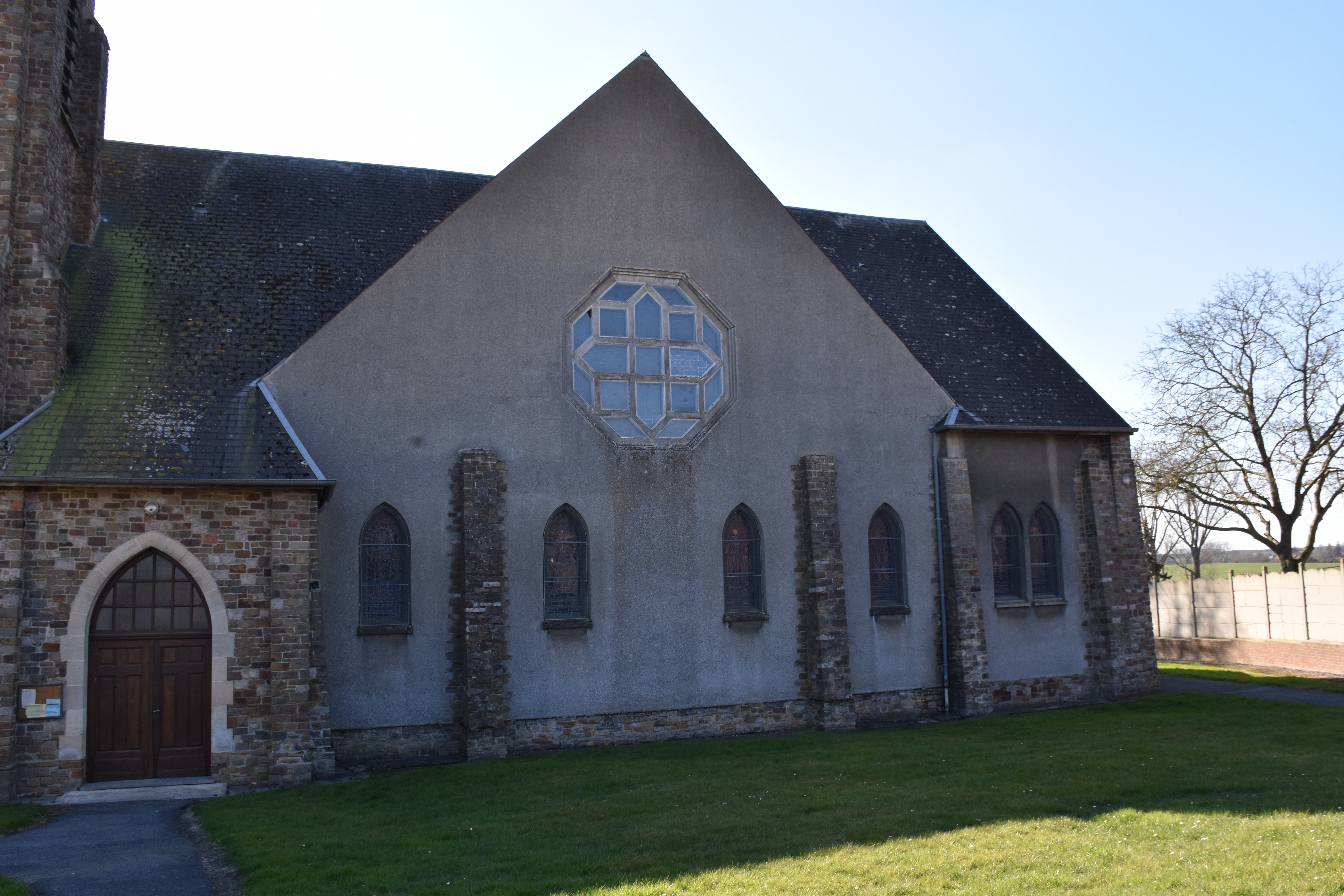
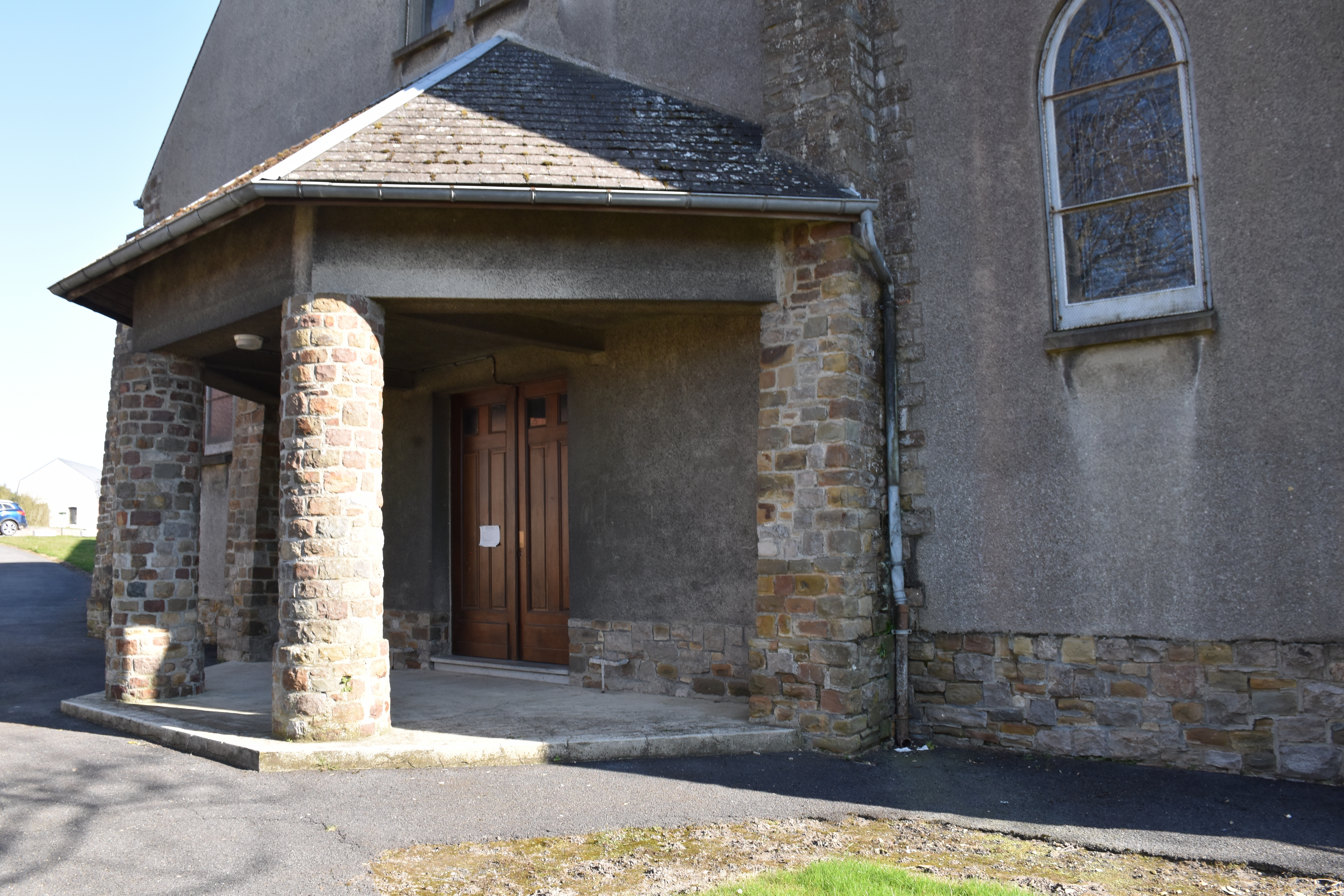
Portail ouest.
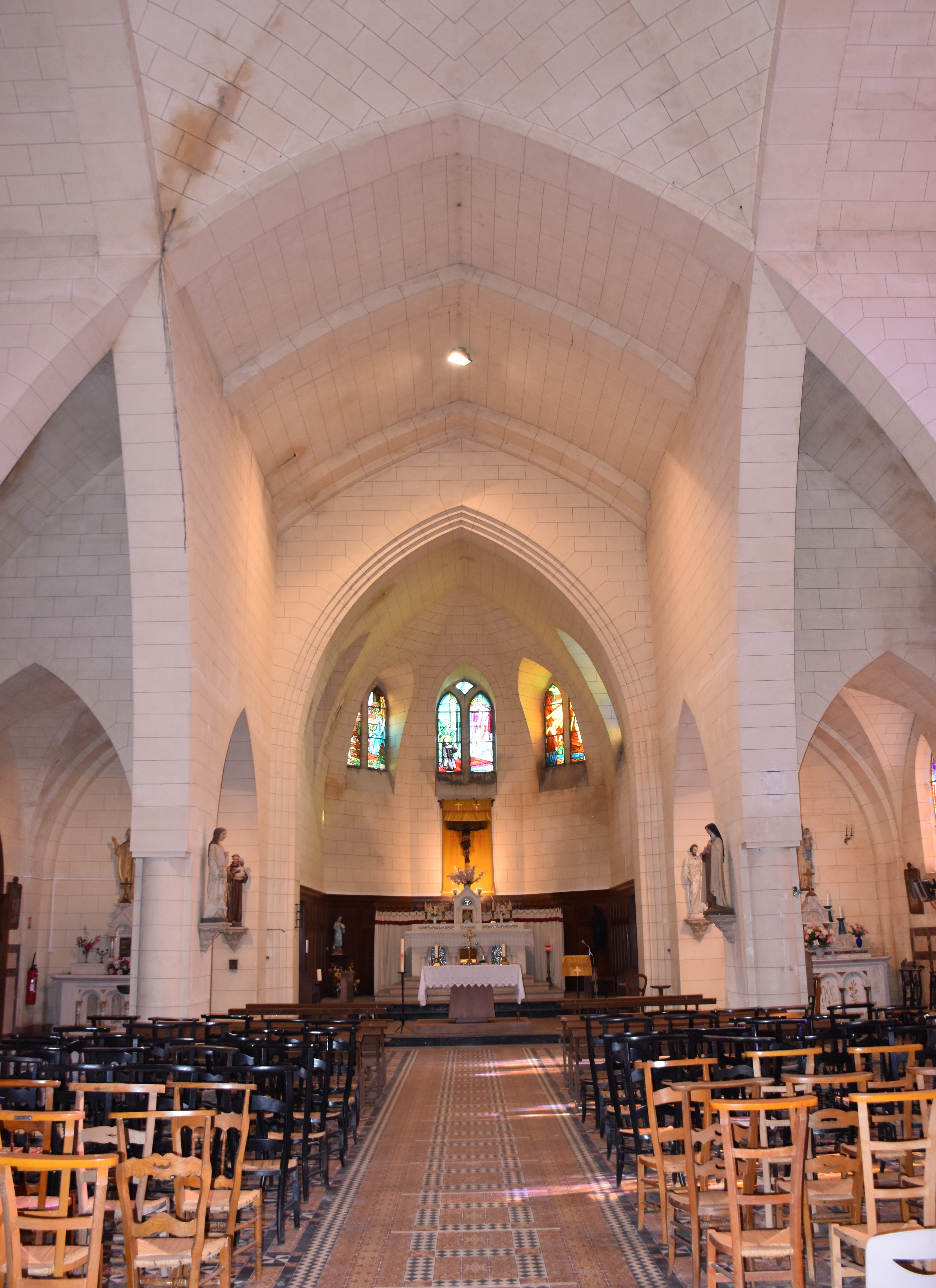
La nef.
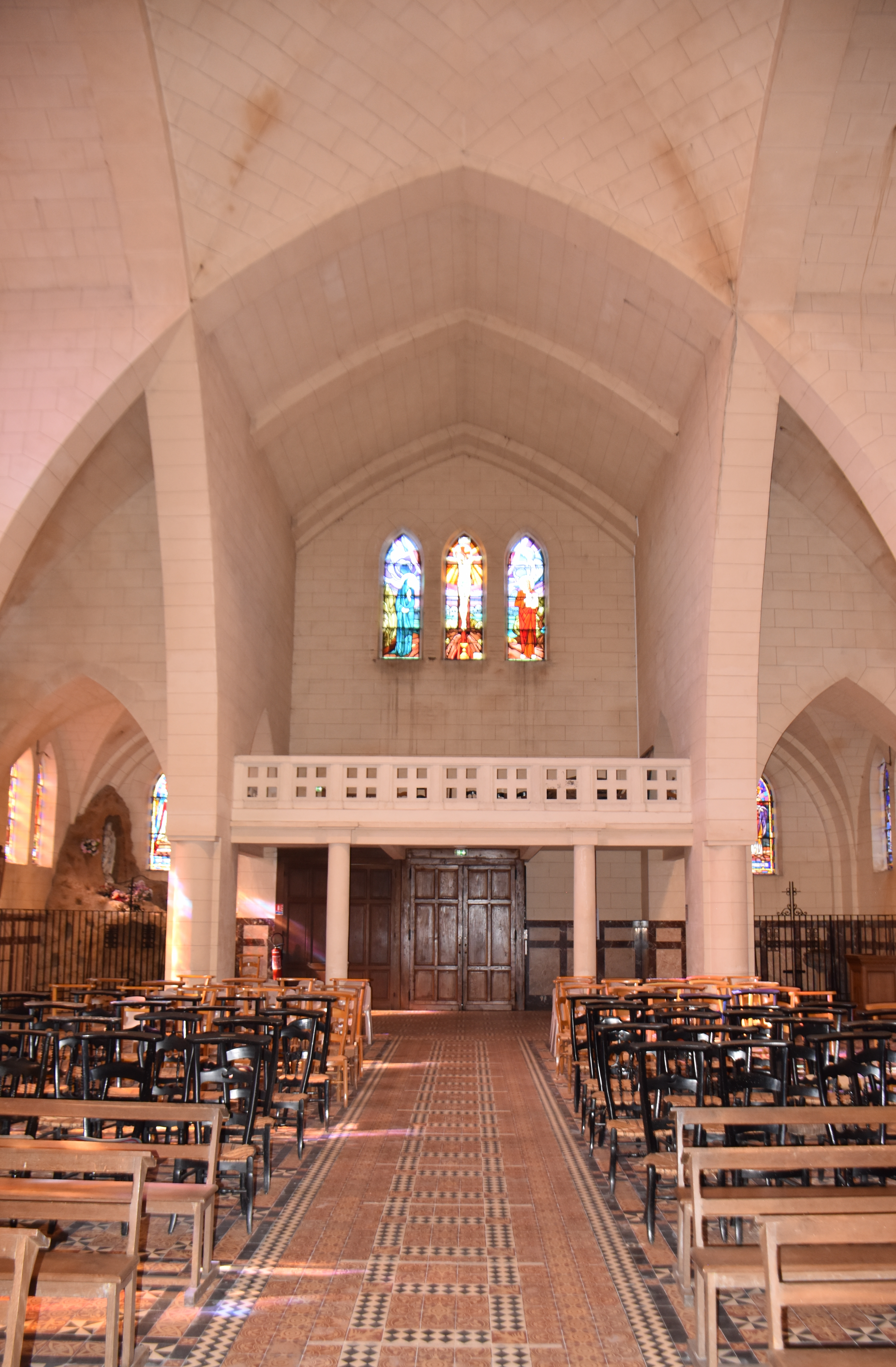
La nef côté porche.
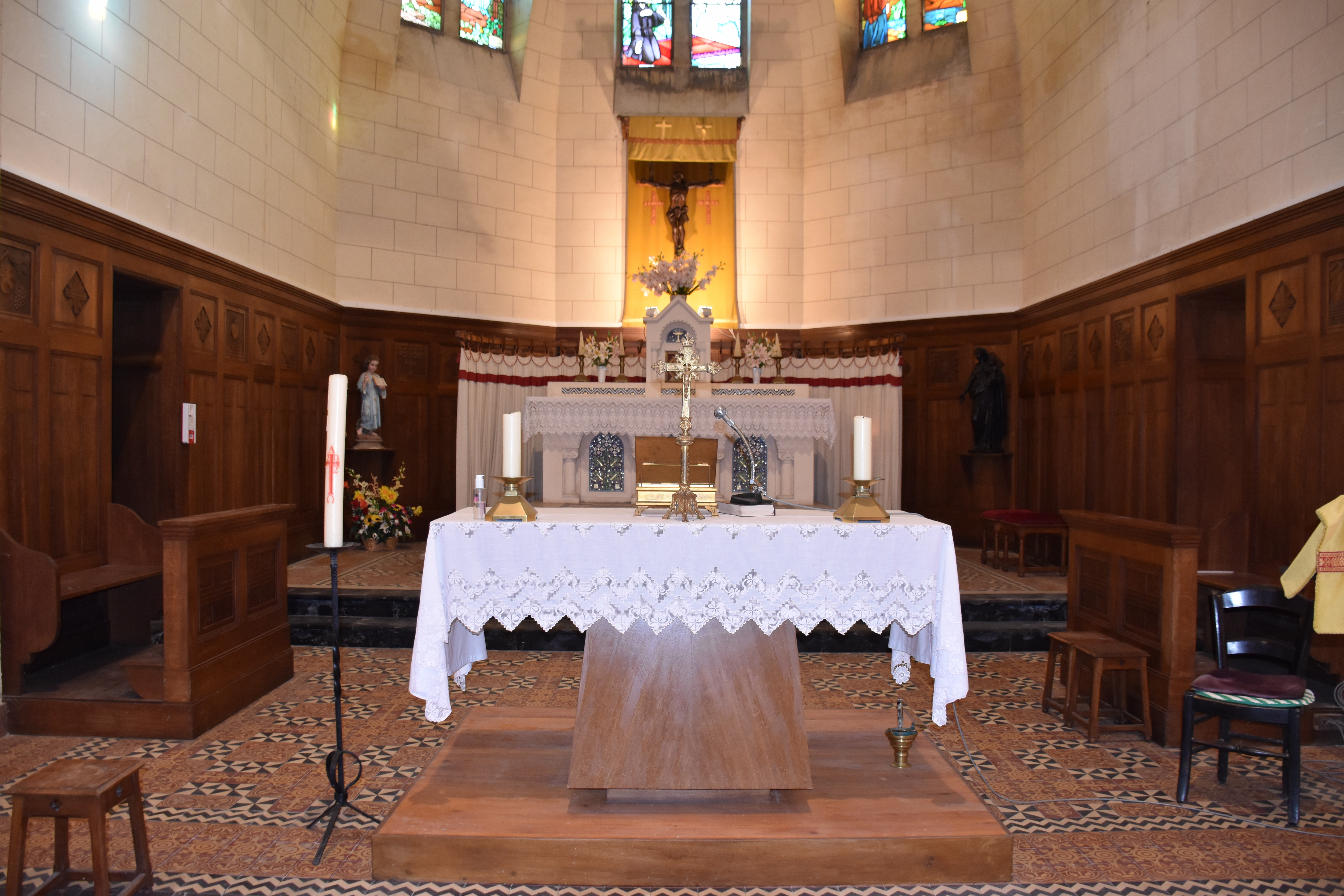
Le choeur.
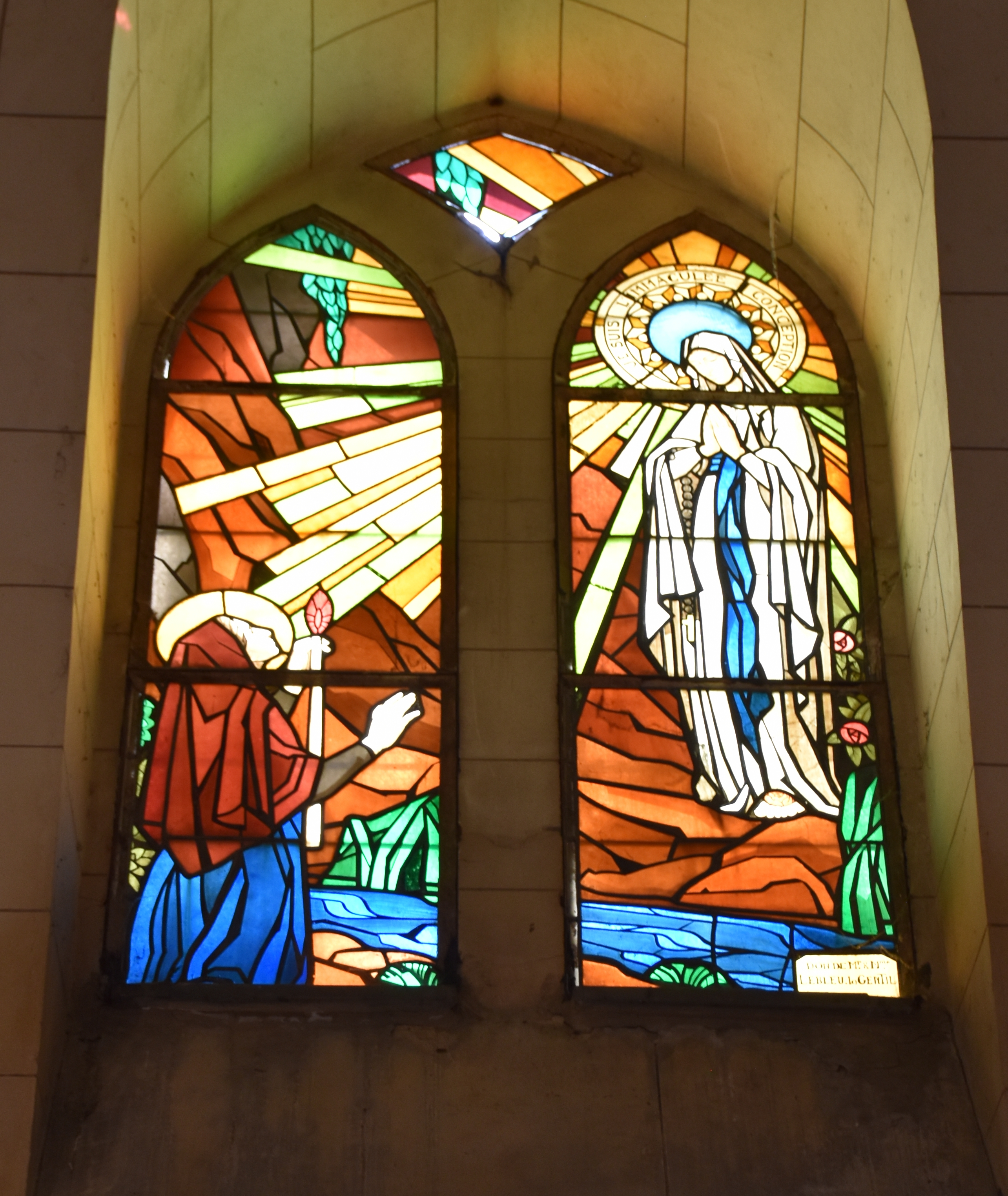
Vitrail.

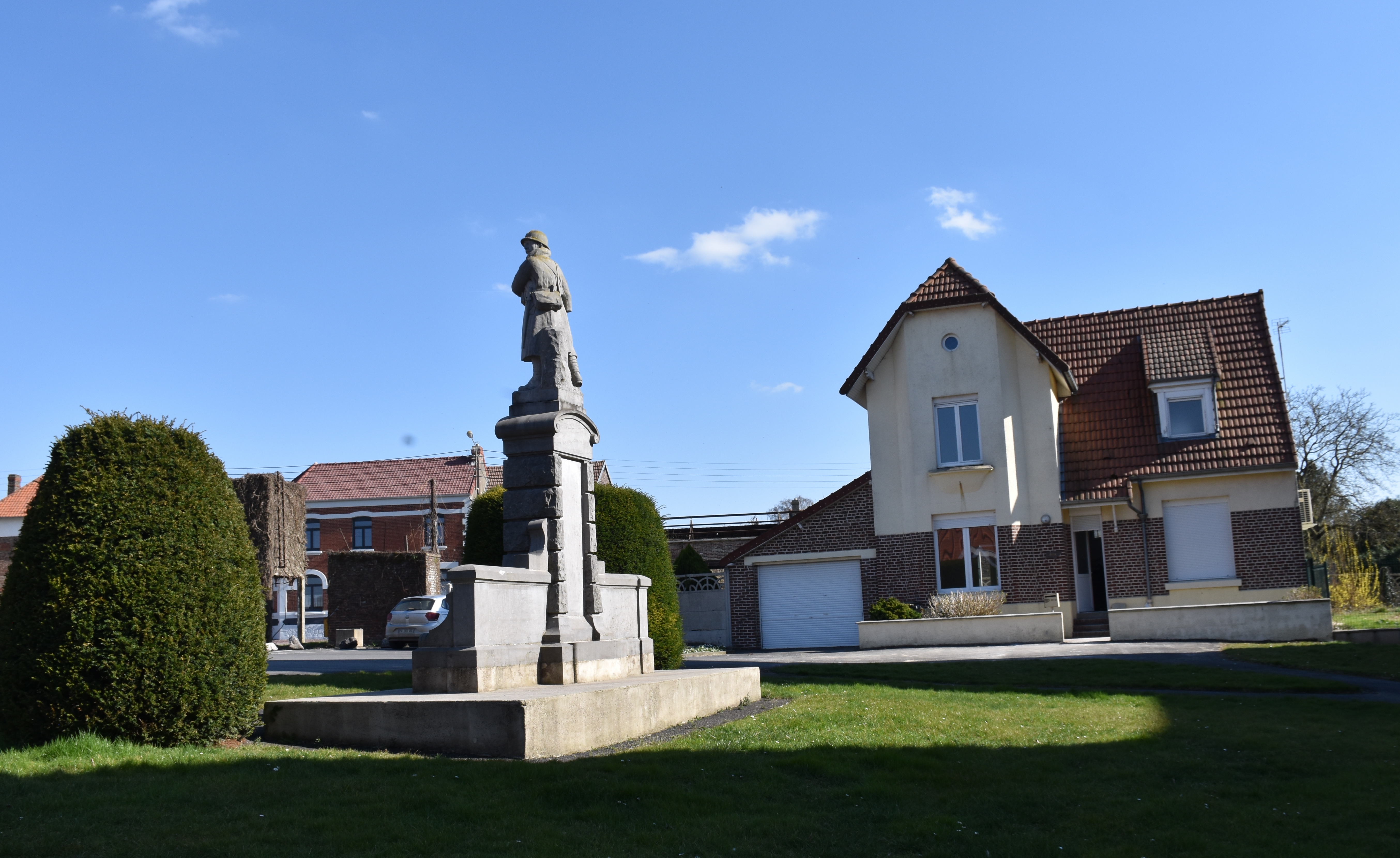
Le monument aux morts.

- Le monument aux morts. Le monument aux morts, situé près de l'église, commémore les conflits 1914-1918 et 1939-1945. Y sont gravés les noms de 24 victimes militaires et six victimes civiles. Il est réalisé par le marbrier « Dubray Frères » à Bohain (Aisne) et a pour épitaphe : « Pronville, A ses enfants morts pour la France »[56].

D'un coût prévisionnel de 14 000 FRF (10 028,62 EUR2023) de l'époque, une souscription publique de 8 000 francs et un emprunt de 6 000 francs à 6,50 % le financèrent.

### Héraldique
| Blason de Pronville-en-Artois | Blason  | De sinople à la croix engrelée d'argent. Ornements extérieursCroix de guerre 1914-1918 |
| Blason de Pronville-en-Artois | Détails | Adopté par la municipalité en 1993.                                                    |

## Pour approfondir

#### Bases de données, dictionnaires et encyclopédies
- Ressources relatives à la géographie :   - Insee (communes)
  - Ldh/EHESS/Cassini
- Ressource relative à plusieurs domaines :   - Annuaire du service public français
- Notices d'autorité :   - BnF (données)